# Serial
Serial är en populär amerikansk poddcast ledd av Sarah Koenig. Varje säsong utgör en dokumentär på ett visst ämne, influerad av formatet hos deckar-TV-serier. Serien är en spinoff av radioprogrammet This American Life på den Chicagobaserade icke kommersiella radiokanalen WBEZ.
Seriens första säsong utkom år 2014 och fördjupar sig i omständigheterna ett 15 år gammalt mord under tolv avsnitt: 18-åriga Hae Min Lee försvann på väg hem från skolan den 13 januari 1999, i Baltimore County, Maryland. Hennes före detta pojkvän Adnan Syed dömdes mot sitt nekande till livstids fängelse för att ha strypt henne med bara händerna.
Seriens andra säsong handlar om fallet Bowe Bergdahl, en amerikansk soldat som försvann under oklara omständigheter i den afghanska provinsen Patika och hölls fången av Haqqaninätverket mellan 2009 och 2014.